# Ebrulfo de Ouche
Ebrulfo (en latín: Eberulfus, Ebrulfus, Ebrulphus o Evroldus, en francés: Évroult, Evroult, Evroul, Evrou o Yvrou, en inglés: Ebrulf;. Bayeux, 517 - Saint-Évroult-Notre-Dame-du-Bois, 29 de diciembre de 596), fue un ermitaño y abad franco, celebrado como santo por la Iglesia Católica el 29 de diciembre.

## Hagiografía
Nació en Bayeux o Beauvais. Fue cortesano merovingio en la corte de Childeberto I, fue copero del rey y administrador del palacio real.
Con su esposa, decidieron vivir separados y abrazar la vida monástica por su cuenta. Pasó algún tiempo antes de que le dieran permiso para irse de la corte, pero Ebrulfo deseaba convertirse en monje, por lo que hizo arreglos para que su esposa pudiera mantenerse a sí misma (quizás colocándola en un convento de monjas), y entró en la abadía de Deux Jumeaux. Se convirtió en monje en Bayeux antes de decidir convertirse en ermitaño en Exmes, pero en Exmes, multitudes lo visitaron y le pidieron consejo, por lo que se instaló en el densamente arbolado Pays d'Ouche en Normandía.
Una leyenda dice que convirtió a un ladrón al cristianismo cuando el ladrón visitó el burdo asentamiento que Ebrulfo había construido cerca de un manantial de agua, que consistía en un cercado de setos y chozas de adobe. El ladrón advirtió a Ebrulfo de los peligros del bosque, pero Ebrulfo le informó que no temía a nadie. Arrepentido de sus propios pecados, el ladrón trajo un regalo consistente en tres panes horneados en cenizas y un panal de miel, y pidió ser admitido como monje.
Este asentamiento se convirtió en la abadía de Saint-Evroul. Fundó otras casas monásticas, quince en total, todas las cuales pusieron énfasis en el trabajo manual como ejercicio espiritual y económico. Los miembros de la nobleza llegaron a Ebrulfo ofreciéndole dinero, tierras, casas para construir monasterios. Fundó, después de 560, varios monasterios en la diócesis de Séez; uno de ellos se convirtió en la importante abadía de St-Martin-de-Séez.

## Veneración
Sus reliquias estaban esparcidas por varios lugares de culto del siglo XII. Fueron llevados a Orleans después de la partición de Normandía. Se creó una romería en su honor, en el pueblo de Pré-Saint-Évroult (Eure-et-Loir).
Ebrulfo fue invocado para las enfermedades de la piel, las enfermedades de la sangre, la fiebre, la locura, la protección de los rebaños y también las erupciones de las espinillas de la piel que se denominaron acertadamente "flores de Saint Yvrou".
Fue venerado en Inglaterra como resultado de la invasión normanda, y el vínculo entre Ebrulfo e Inglaterra se mantuvo por el hecho de que cuatro abades de la abadía de Saint-Evroul gobernaron los monasterios ingleses en los siglos XI y XII.
Llevaron a Inglaterra algunas de las reliquias de Ebrulfo. Hubo una fiesta que conmemora el traslado de sus reliquias que se guarda en Deeping Abbey en Inglaterra el 30 de agosto.